# Entombed
Entombed é um banda sueca de death metal formada em 1987 sob o nome de Nihilist. Após mudar de nome em 1989, a banda começou sua carreira como pioneira do death metal escandinavo, que inicialmente diferia do estilo americano devido a sua afinação de guitarra "chiada". Seus dois primeiros álbuns – Left Hand Path e Clandestine –  viriam a influenciar toda a cena do metal extremo europeu. A partir de seu terceiro disco, começaram a modificar seu som com influências de outros gêneros musicais, como hardcore punk,  garage rock e doom metal, fazendo um estilo que seria descrito como death 'n' roll. O Entombed foi influenciado por bandas como Slayer, Exodus, Black Sabbath, Celtic Frost, Autopsy, Repulsion, Kiss, The Misfits, Motörhead, Discharge, Death e Testament. Junto com Dismember, Grave e Unleashed, o Entombed foi referido como um dos "quatro grandes" do death metal sueco.

## História
O Entombed tem raízes na banda Nihilist, formada pelo baterista Nicke Andersson, o guitarrista Alex Hellid e o baixista Leif Cuzner, que se formou em 1987. Depois de usar vários vocalistas temporários para seus shows iniciais, a banda acabou recrutando L.G. Petrov, que era o baterista da banda Morbid, que contava com o vocalista do Mayhem Dead. A banda também recrutou o guitarrista de sessão do Morbid, Uffe Cederlund, como segundo guitarrista, e gravou uma série de demos com faixas que eventualmente apareceriam no álbum de estreia do Entombed. Após o aumento das tensões entre os membros da banda, a maioria da banda decidiu renomear-se como Entombed ao invés de forçar esses membros a sair.[carece de fontes?]
O álbum de estreia do Entombed, Left Hand Path, foi lançado em 1990, sendo responsável por estabelecer popularidade ao grupo como uma banda sueca de death metal. Antes da gravação do segundo álbum da banda, Clandestine, Petrov foi despedido da banda devido a disputas pessoais. Os vocais do álbum foram gravados pelo baterista Nicke Andersson, e para a turnê após o lançamento do álbum em 1991, a banda contratou o vocalista Johnny Dordevic, anteriormente um membro da banda Carnage.[carece de fontes?]
Petrov acabou se reconciliando com a banda depois de lançar um álbum com a banda de death metal chamada Comecon, e a banda acabou lançando Wolverine Blues em 1993. O álbum apresentou uma saída do som de trabalhos anteriores da banda, com uma influência maior de hard rock e heavy metal ao lado de seus estilos iniciais de death metal, em um estilo agora frequentemente referido como death 'n' roll. Embora o lançamento tenha causado divisões entre os fãs da banda, ele estabeleceu sua reputação principal e popularidade positiva da crítica. Wolverine Blues é considerado um clássico do death metal do início dos anos 1990.
Same Difference de 1998 foi o primeiro álbum da banda sem o baterista e membro fundador Nicke Andersson, que deixou a banda para se concentrar em seu novo projeto The Hellacopters. Ele foi substituído por Peter Stjärnvind. Em 2000, o Entombed lançou Uprising', com o título Morning Star lançado no ano seguinte.
Em 2001, a banda trabalhou com os artistas performáticos Carina Reich e Bogdan Szyberb. A produção foi intitulada Unreal Estate.
2003 viu o lançamento de Inferno, seguido por Serpent Saints - The Ten Amendments, que foi lançado em 9 de julho de 2007. O álbum teve uma influência maior do death metal tradicional e é o primeiro lançamento da banda com o baterista Olle Dahlstedt (do Alpha Safari e ex-Misery Loves Co.), que substituiu Stjärnvind em 2006, e também o primeiro sem o guitarrista Uffe Cederlund que se juntou ao Disfear .
Em 2014, L.G. Petrov se separou do restante da banda, que por sua vez formou o Entombed A.D. como resultado da marca registrada da banda sendo mantida por Hellid.
Hellid, Cederlund e Säfström se reuniram para tocar "Clandestine" em sua totalidade com uma orquestra sinfônica, em fevereiro de 2014. Nicke Andersson pretendia participar, mas foi impedido por conflitos de agendamento.
Após uma disputa pelo nome da banda, Lars-Göran Petrov, Nico Elgstrand, Olle Dahlstedt e Victor Brandt decidiram continuam a tocar sob o nome Entombed A.D. a partir de 2014. De acordo com uma entrevista de L-G e Nico na Sweden Rock Magazine, o nome Entombed agora pertence aos quatro membros originais, Alex Hellid, L-G Petrov, Uffe Cederlund e Nicke Andersson, e o mesmo não será usado até segunda ordem.
No fim de 2016, três integrantes originais do grupo - Andersson, Hellid e Cederlund  - decidiram reativar a banda.
Lars Goran Petrov morreu em 7 de março de 2021, aos 49 anos de idade, devido uma forma de câncer que se forma nos ductos biliares chamado de colangiocarcinoma. 

## Integrantes

### Última formação
- Nicke Andersson -  bateria  (1987-1997, 2016 - hoje)[13]
- Alex Hellid – guitarra (1987-2014, 2016 - hoje)[13]
- Ulf "Uffe" Cederlund 	 – guitarra (1987-2005, 2016 - hoje)[13]
- Edvin Aftonfalk - baixo (2016–presente)[13]
- Robert Andersson - vocais (2016–presente)

### Membros anteriores
- Lars Göran Petrov – vocais (1988-1991, 1992-2014)
- David Blomqvist  – baixo (1989, 1990)
- Lars Rosenberg – baixo (1990-1995)
- Johnny Dordevic  – vocais (1991-1992)
- Orvar Säfström -  vocal (1991 ao vivo)
- Jörgen Sandström – baixo (1997-2004)
- Peter Stjärnvind -  bateria (1997-2006)
- Nico Elgstrand – baixo (2004-2010), guitarra (2010-2014)
- Olle Dahlstedt – bateria (2006-2014)
- Victor Brandt  –  baixo (2009-2014)
- Edvin Aftonfalk - bass (2016, 2016)[14]
- Robert Andersson - vocals (2016, 2016)[14]